# Rustam Qosimjonov
Rustam Qosimjonov (em russo:  Рустам Касымджанов, transl. Rustam Kasimdjanov; Tasquente, 5 de dezembro de 1979) é um grande mestre de xadrez do Uzbequistão.